# Ken Olandt
Kenneth Andrew "Ken" Olandt (ur. 22 kwietnia 1958 w Richmond) – amerykański aktor i producent filmowy i telewizyjny.

## Filmografia

### Filmy fabularne
- 1986: Prima aprilis jako Rob
- 1987: Letnia szkoła (Summer School) jako Larry Kazamias
- 1987: Gunsmoke: Return to Dodge (TV) jako porucznik Dexter
- 1990: Super Force (TV) jako detektyw Zachary Stone
- 1993: Karzeł jako Nathan Murphy

### Seriale TV
- 1984: Autostrada do nieba jako Deke Larson Jr.
- 1984-85: Riptide jako Kirk Dooley
- 1985: Statek miłości (The Love Boat) jako Don Phillips
- 1985: Drużyna A jako Kid Harmon
- 1986: Airwolf jako Cecil Carnes Jr.
- 1987: Córeczki milionera jako Sean Howland
- 1990: Napisała: Morderstwo jako Kevin Tarkington
- 1993: Doogie Howser, lekarz medycyny jako dr Tom Shepherd
- 1994: Star Trek: Następne pokolenie jako Jason Vigo
- 1996: Niebieski Pacyfik jako Steven Armitage
- 1996: Renegat jako Neal Kirby / Curley Cannon
- 2002: Szpital miejski (General Hospital) jako Jacob
- 2002: JAG jako kucharz MacDonald
- 2010: Zabójcze umysły jako Chris Edwards
- 2011: Dr House jako generał Spain